# Bellmund
Bellmund (in einheimischer Mundart Bäumung [ˌb̥æumʊŋ]; frz. Belmont) ist ein Dorf und eine politische Gemeinde im Verwaltungskreis Biel/Bienne des Schweizer Kantons Bern.

## Geographie
Bellmund liegt auf einer Terrasse zwischen dem Jäiss- oder Jensberg und dem Oberholz südlich von Biel/Bienne.  Die Nachbargemeinden von Norden beginnend im Uhrzeigersinn sind Port, Jens, Merzligen, Hermrigen, Sutz-Lattrigen und Ipsach.

## Geschichte
Erste Spuren der Besiedlung stammen aus römischer Zeit, eine mittelalterliche Befestigung, Chnebelburg genannt, liegt oben auf dem Jäissberg. In jüngster Zeit wurden am Hohlenweg auch Grundmauern einer Kirche gefunden, daher der Abtstab im Wappen. 1107 wurde das Priorat des Klosters Cluny apud Bellum Montem ‹am schönen Berg› erweitert, dann aber noch vor 1127 auf die St. Petersinsel verlegt.

## Bevölkerung
Die Agglomerationsgemeinde hat 1784 Einwohner (Stand 31. Dezember 2023) und ist zu 89,93 % deutschsprachig. 6,5 % der Einwohner sind französischsprachig.

## Politik
Die Stimmenanteile der Parteien anlässlich der Nationalratswahl 2023 betrugen: SVP 26,5 % (−1,7 %), glp 15,9 % (+4,1 %), FDP 14,6 % (−2,3 %), SP 13,3 % (+0,1 %), Mitte 11,3 % (−1,3 %), GPS 7,5 % (−0,5 %), EVP 5,1 % (+0,8 %), EDU 1,9 % (+1,1 %).

## Versorgung
Wasser
Bellmund ist eine Verbandsgemeinde der Seeländischen Wasserversorgung.